# Tomaspis apicalis
Tomaspis apicalis är en insektsart som först beskrevs av Le Peletier de Saint-fargeau och Jean Guillaume Audinet Serville 1825.  Tomaspis apicalis ingår i släktet Tomaspis och familjen spottstritar. Inga underarter finns listade i Catalogue of Life.